# パントイン酸-4-デヒドロゲナーゼ
パントイン酸-4-デヒドロゲナーゼ（pantoate 4-dehydrogenase））は、次の化学反応を触媒する酸化還元酵素である。
(R)-パントイン酸 + NAD+ {\displaystyle \rightleftharpoons } (R)-4-デヒドロパントイン酸 + NADH + H+
すなわち、この酵素の基質は(R)-パントイン酸とNAD+、生成物は(R)-4-デヒドロパントイン酸とNADHとH+である。
組織名は(R)-pantoate:NAD+ 4-oxidoreductaseで、別名にpantoate dehydrogenase, pantothenase, D-pantoate:NAD+ 4-oxidoreductaseがある。